# Linia kolejowa nr 361
Linia kolejowa nr 361 – nieczynna obecnie i częściowo rozebrana linia kolejowa w Wielkopolsce, pierwotnie o długości 5 km. Budowę linii rozpoczęto w 1910, całą linię otwarto 1 listopada 1912. Celem budowy linii była obsługa ruchu pasażerskiego dla mieszkańców Poznania, którzy chcieli wypocząć w okolicy Jeziora Budzyńskiego. Pobliskie Ludwikowo funkcjonowało wtedy jako kurort co jest widoczne na widokówkach z początku XX wieku.
W roku 1969 linia została zelektryfikowana (3000 V) a pierwszy skład elektryczny wyruszył na tę trasę z Poznania w dniu 31 maja 1969. Największą popularnością cieszyły się kursy w wakacje, w szczytowym okresie kursowało nawet 7 pociągów dziennie. Trasa popularna była także zimą - niedaleko końcowej stacji w Osowej Górze funkcjonował wyciąg narciarski. 
Rozwój transportu samochodowego w latach 90. XX wieku spowodował spadek zainteresowania przewozami kolejowymi na tej trasie. 30 września 1999 do Osowej Góry dojechał ostatni pociąg pasażerski. Od 1 stycznia 2001 linia była nieczynna także dla ruchu towarowego. Mimo pomysłów na reaktywację połączeń kolejowych ostatecznie ich nie uruchomiono. Nieużywana infrastruktura linii stopniowo ulegała dewastacji. W 2002 zdemontowano resztki trakcji elektrycznej. W roku 2006 linia została usunięta z ewidencji PKP PLK. W trakcie modernizacji linii kolejowej numer 271 Wrocław Główny – Poznań Główny zdemontowano około 1,5-kilometrowy fragment toru biegnący bezpośrednio wzdłuż remontowanego odcinka.
Dawniej na stacji Osowa Góra znajdowały się dwa tory, obecnie na całej pozostałej linii (ok. 3,5 kilometra) do kozła oporowego w Osowej Górze składa się z jednego toru bez rozjazdów i odgałęzień.

dawny układ stacji Osowa Góra

Na części trasy (w stronę Osowej Góry) linia przebiega przez tereny Wielkopolskiego Parku Narodowego

## Kolej drezynowa
Pod koniec 2007 roku Stowarzyszenie Miłośników Kolejnictwa "S2" z Poznania rozpoczęło działanie mające na celu rewitalizację linii przez uruchomienie na niej kolei drezynowej.
23 lipca 2013 roku Członkowie Stowarzyszenia Grodziska Kolej Drezynowa rozpoczęli pracę nad udrożnieniem linii kolejowej. Pracę zakończono  12 sierpnia 2013 roku. Trasa znów stała się przejezdna i gotowa do wprowadzenia drezynowego ruchu turystycznego.

## Galeria

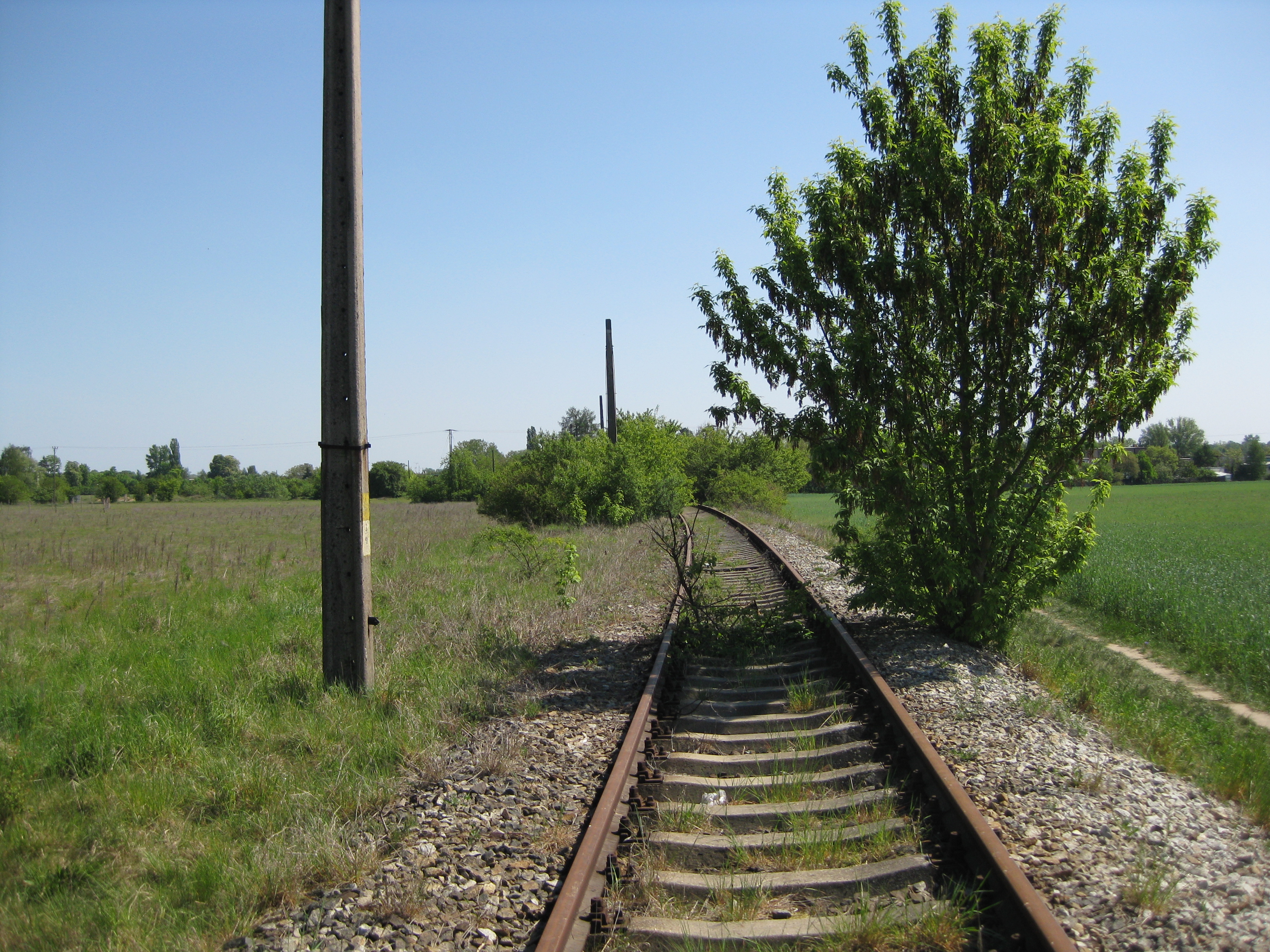
Tor linii kolejowej nr 361
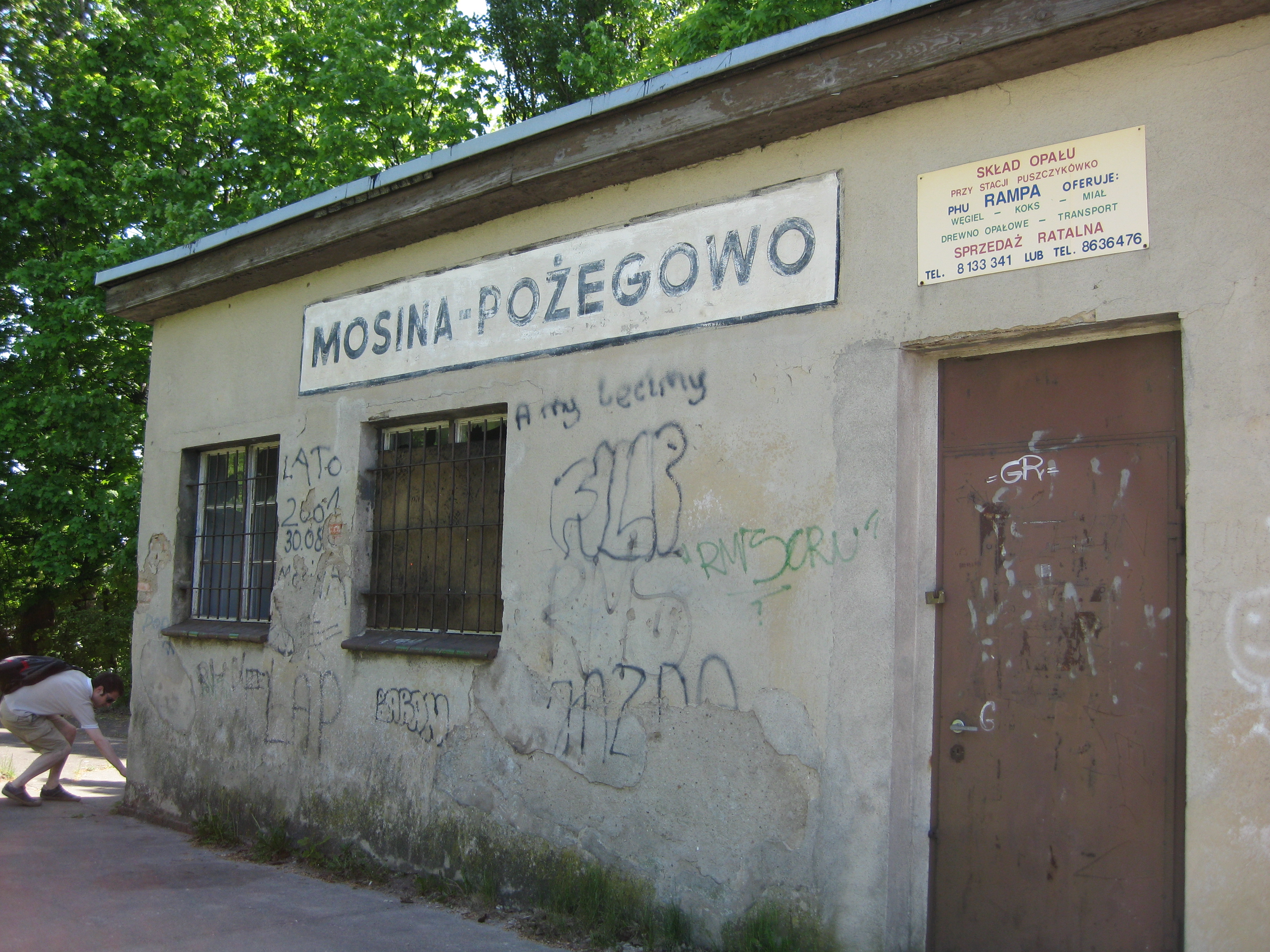
Dawny budynek na nieczynnej stacji kolejowej Mosina Pożegowo - obecnie rozebrany
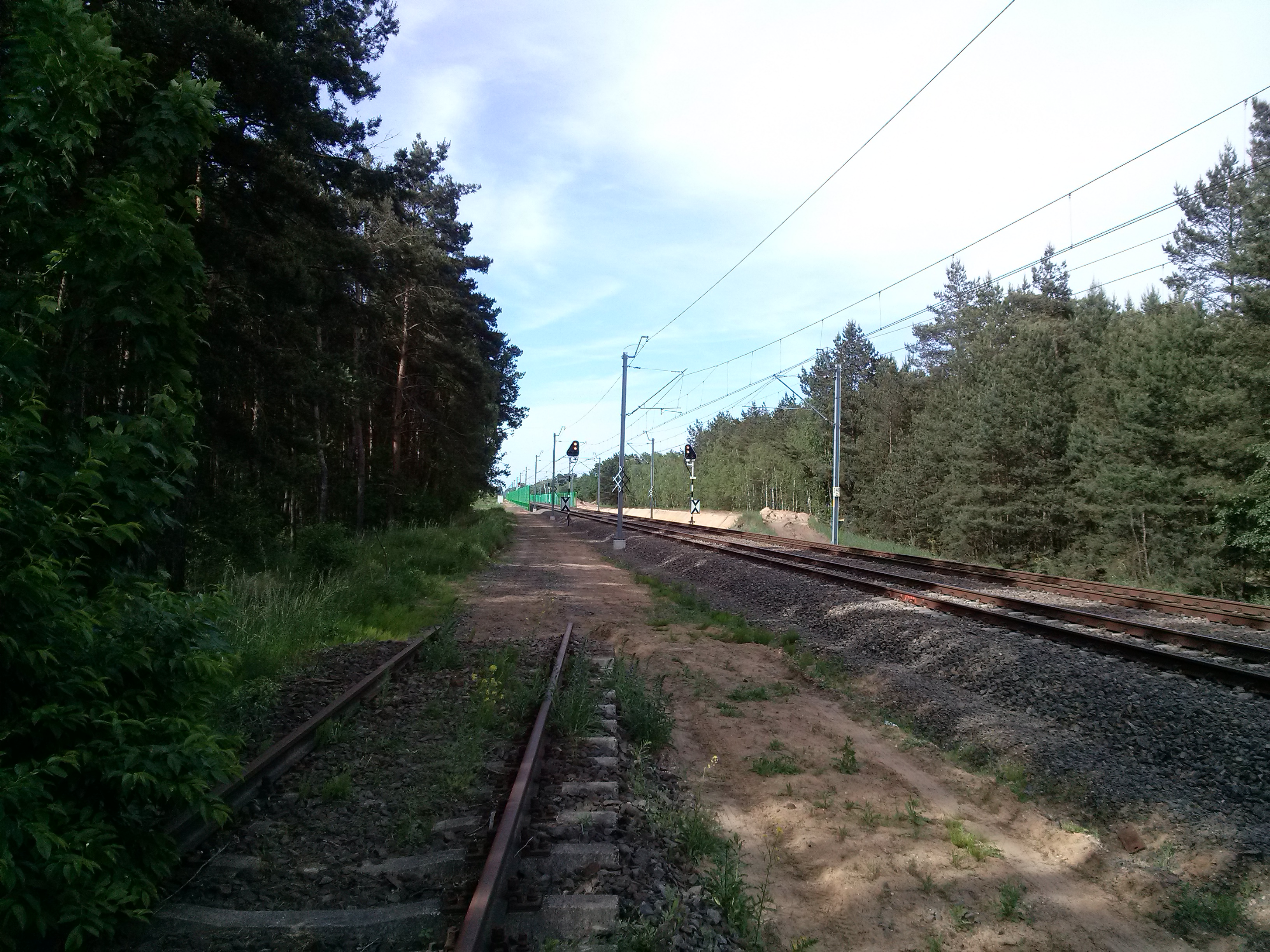
stan po remoncie linii kolejowej nr 271
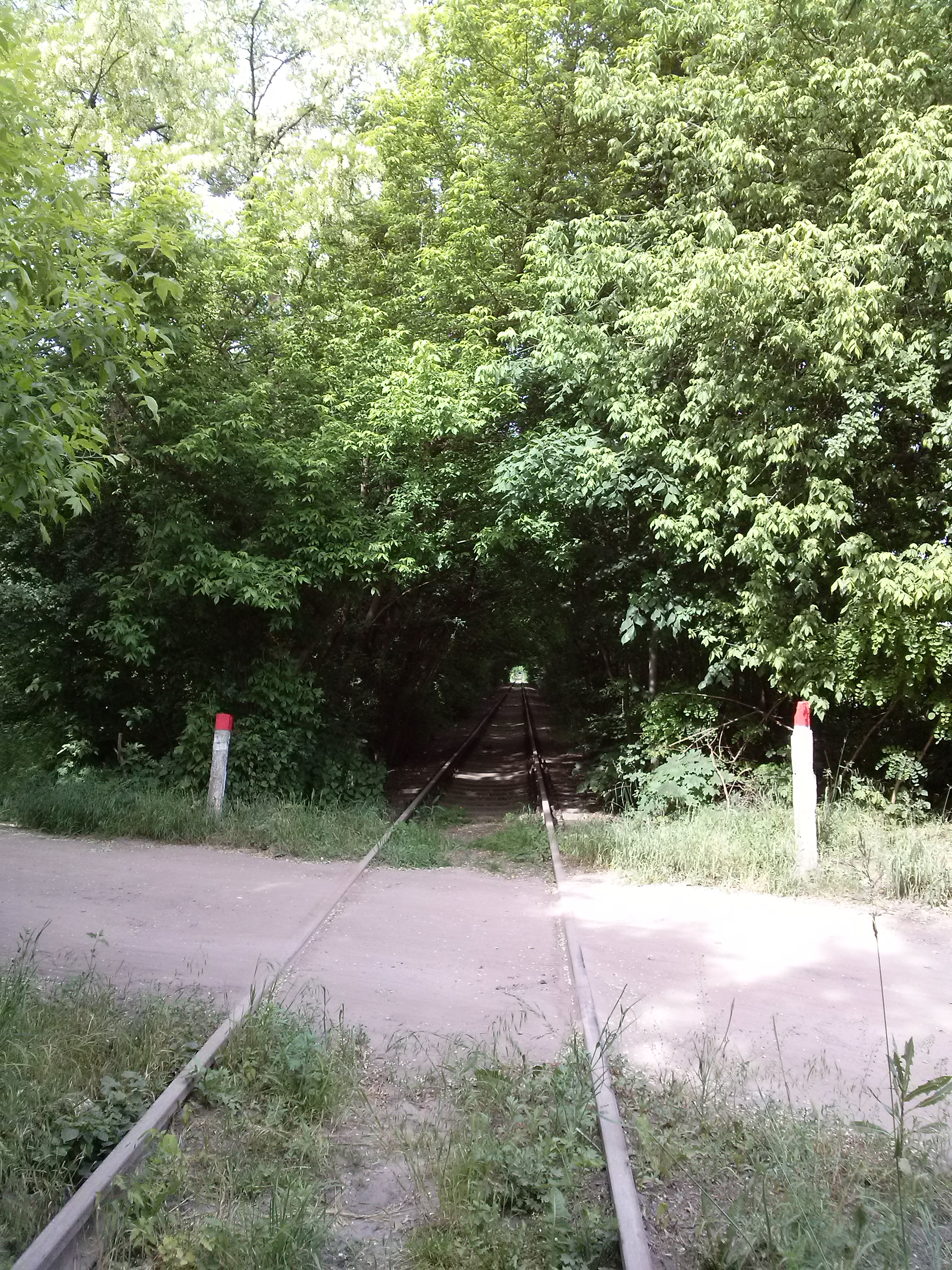
okolice przystanku Mosina Pożegowo
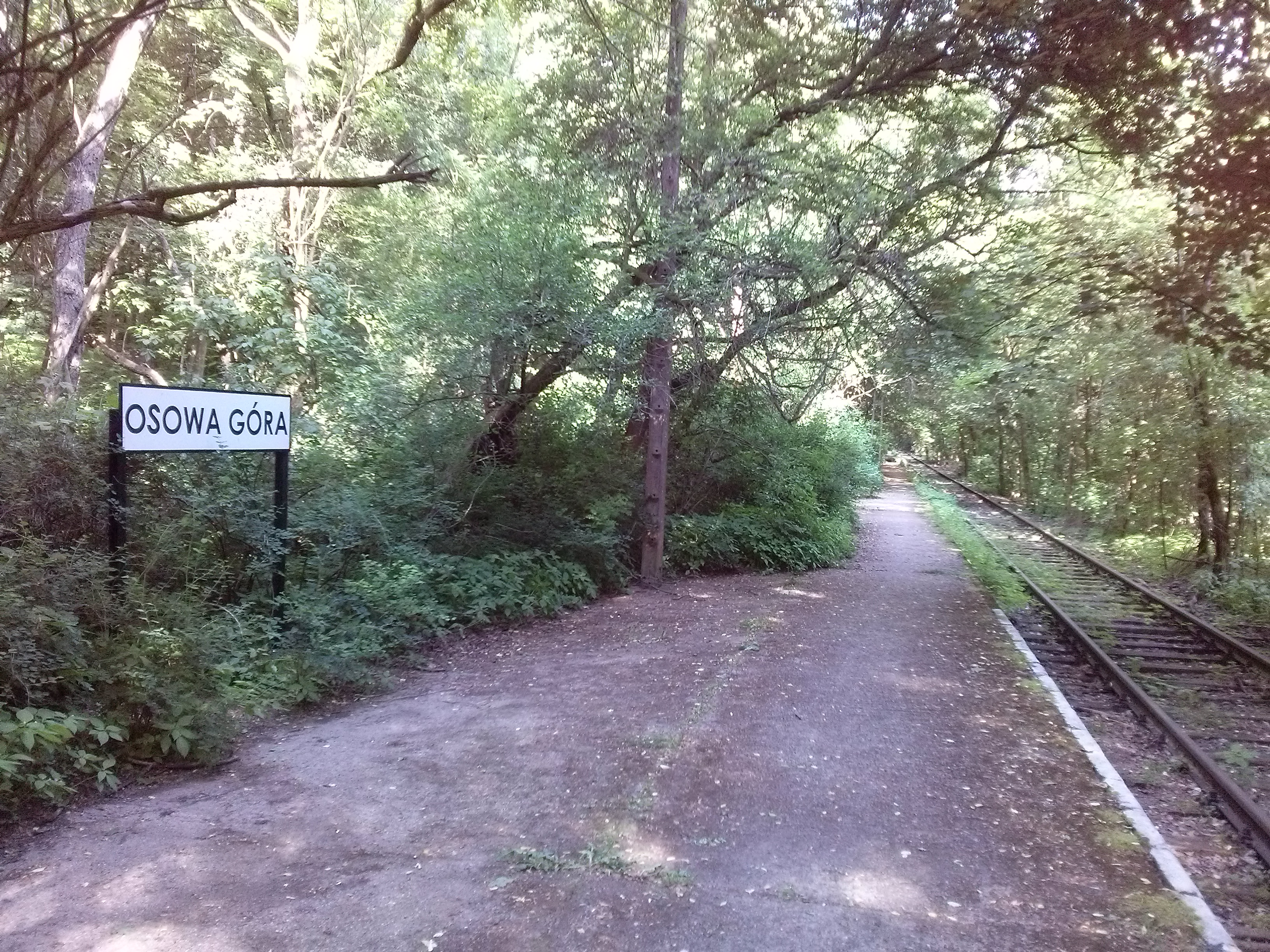
stacja końcowa Osowa Góra